# Anemia schimperiana
Anemia schimperiana là một loài dương xỉ trong họ Anemiaceae. Loài này được C. Presl mô tả khoa học đầu tiên năm 1845.